# Alexander Naumowitsch Frumkin

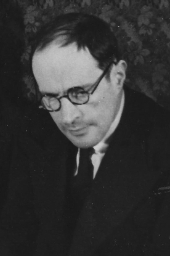
Alexander Naumowitsch Frumkin

Alexander Naumowitsch Frumkin (russisch Александр Наумович Фрумкин; * 24. Oktober 1895 in Chișinău; † 27. Mai 1976 in Tula) war ein russischer Chemiker (Elektrochemie).

## Leben
Frumkin, der aus einer jüdischen Familie stammte, besuchte das Gymnasium in Odessa. Er studierte ab 1912 in Straßburg und Bern bei Volkmar Kohlschütter Chemie und ab 1915 bei Alexander Sachanow an der Universität Odessa, wo er 1919 habilitiert wurde (russischer Doktortitel). Eine erste Veröffentlichung erfolgte 1914. Ab 1916 arbeitete er im Labor eines Stahlwerks in Odessa, wo sein Interesse für Elektrochemie begann. 1920 bis 1922 war er Professor am Institut für Volksbildung in Odessa und ab 1922 Leiter der Abteilung Oberflächen am Physikalisch-Chemischen Institut Karpow in Moskau, dessen Direktor er 1929 wurde. 1930 wurde er Professor für Elektrochemie an der Lomonossow-Universität, an der er die Abteilung Elektrochemie gründete und bis zu seinem Tod leitete. Im Zweiten Weltkrieg leitete er ein Labor am Institut für Kolloid- und Elektrochemie der Akademie der Wissenschaften. 1945 wurde es in Institut für Physikalische Chemie umbenannt und Frumkin dessen Direktor. Ab 1958 war er Direktor des Instituts für Elektrochemie der Akademie der Wissenschaften.
Er befasste sich mit elektrochemischen Vorgängen an Oberflächen und Grenzflächen. 1919 untersuchte er elektrokapillare Vorgänge an Elektroden, mit Einbezug der elektrischen Doppelschichten an der Grenze von Elektrode zu Lösung. Die Veröffentlichung darüber (Elektrokapillare Phänomene und Elektrodenpotentiale 1919) reihte ihn gleich unter die führenden Elektrochemiker in Russland. Später wandte er sich kinetischen Vorgängen an den Elektroden zu (Elektronentransfer u. a.). Er leistete wesentliche Beiträge zur Theorie des Elektrodenpotentials. In den 1960er Jahren befasste er sich mit Polarografie.
Er erhielt dreimal den Stalinpreis, dreimal den Roten Banner der Arbeit, dreimal den Leninorden, 1931 den Leninpreis und wurde 1965 Held der sozialistischen Arbeit. Er war seit 1932 Mitglied der Russischen Akademie der Wissenschaften. Im Jahr 1956 wurde er zum Mitglied der Deutschen Akademie der Naturforscher Leopoldina gewählt.
Seit 1956 war er korrespondierendes und seit 1969 auswärtiges Mitglied der Akademie der Wissenschaften der DDR. Er war seit 1958 Ehrendoktor der Technischen Universität Dresden. Die Königlich Niederländische Akademie der Wissenschaften nahm ihn 1965 als auswärtiges Mitglied auf. Der Sächsischen Akademie der Wissenschaften gehörte er seit 1966 als korrespondierendes Mitglied an. 1969 wurde er in die National Academy of Sciences, 1970 in die American Academy of Arts and Sciences gewählt.

## Schriften (Auswahl)
- Kinetik der Elektrodenprozesse, Moskau 1952 (russisch: Кинетика электродных процессов, Kinetika ėlektrodnych processov)
- Die Adsorption von organischen Verbindungen an der Trennungsfläche Metall/Elektrolytlösung und ihre Einwirkung auf elektrochemische Vorgänge, Nova Acta Leopoldina, Band 19, 1957
- Herausgeber: Soviet Electrochemistry, 3 Bände, New York: Consultants Bureau, 1961